# The House of Blue Light
The House of Blue Light — двенадцатый студийный альбом британской рок-группы Deep Purple и второй, записанный воссоединившимся «классическим составом» группы, вышедший в январе 1987 года. В СССР был выпущен фирмой «Мелодия» в 1988 году[значимость факта?]. Альбом достиг #10 в британских чартах, #34 в Billboard 200 (США), вошёл в топ-10 в нескольких других странах, а также стал «золотым» в Канаде и Швейцарии и «серебряным» в Великобритании.

## История
Группа собралась для записи альбома 12 апреля 1986 года в Массачусетсе, США, однако заканчивала запись уже в Вермонте. По утверждению Ричи Блэкмора, запись этого альбома была долгим и мучительным процессом, многие треки приходилось перезаписывать. 26 сентября 1986 года Роджер Гловер приступил к микшированию альбома на Union Studios в Мюнхене.
Предполагалось, что все члены группы будут присутствовать при этом, с тем, чтобы вносить последние коррективы, однако музыканты появлялись на студии и уходили с неё тогда, когда заблагорассудится: противоречия между членами группы вновь усилились, особенно напряжённым был давний конфликт между Ричи Блэкмором и Иэном Гилланом. Из всех членов группы только Гиллан записал несколько небольших дополнительных партий. Имели место различные споры по поводу альбома: например по названию (Пейс предлагал назвать альбом по названию одной из песен — Black and White; также рассматривались такие варианты, как The Acid Test, и It’s Not That Bad!), по песням (оспаривалось включение в альбом песни «Mitzi Dupree»). В связи со сложностями записи и спорами тестовый вариант мастер-диска появился только 18 декабря 1986 года, а в США, релиз альбома намечался (и об этом было объявлено) в конце октября того же года. Соответственно, дата выхода альбома была перенесена на 12 января 1987 года.
Альбом был издан на CD в 1987 году, и многие из песен были длиннее, чем на LP. В 1999 году виниловый вариант был переиздан на CD c соответствующей винилу длиной песен.
Песня «Call of the Wild» была выпущена синглом, занявшим 92-е место в Великобритании.

## Критика
Альбом породил различные мнения, как у музыкальных критиков, так и у поклонников группы. Ричи Блэкмор и Джон Лорд  впоследствии отзывались о нём довольно пренебрежительно. Иэн Гиллан  сравнил работу над ним с записью альбома Who Do We Think We Are в 1973 году и охарактеризовал его следующим образом:
Когда я бросаю ретроспективный взгляд на The House Of Blue Light, я вижу на этом альбоме несколько хороших песен, но в целом альбому  чего-то не хватает. Я не чувствую духа группы. Я вижу или слышу, как пятеро профессионалов делают всё возможное, но это как футбольная команда, она не работает. Это как 11 суперзвёзд, которые играют на одном поле, но не связаны ни сердцем, ни духом . 

## Список композиций
Слова и музыка всех песен — написаны Ричи Блэкмором, Иэном Гилланом и Роджером Гловером, кроме специально указанных.
| №                   | Название                                            | Длительность |
| ------------------- | --------------------------------------------------- | ------------ |
| 1.                  | «Bad Attitude» (Блэкмор, Гиллан, Гловер, Лорд)      | 4:43         |
| 2.                  | «The Unwritten Law» (Блэкмор, Гиллан, Гловер, Пейс) | 4:34         |
| 3.                  | «Call of the Wild» (Блэкмор, Гиллан, Гловер, Лорд)  | 4:50         |
| 4.                  | «Mad Dog»                                           | 4:29         |
| 5.                  | «Black & White» (Блэкмор, Гиллан, Гловер, Лорд)     | 3:39         |
| 6.                  | «Hard Lovin' Woman»                                 | 3:24         |
| 7.                  | «The Spanish Archer»                                | 4:56         |
| 8.                  | «Strangeways»                                       | 5:58         |
| 9.                  | «Mitzi Dupree»                                      | 5:03         |
| 10.                 | «Dead or Alive»                                     | 4:42         |
| Общая длительность: | Общая длительность:                                 | 46:18        |

| №                   | Название                                            | Длительность |
| ------------------- | --------------------------------------------------- | ------------ |
| 1.                  | «Bad Attitude» (Блэкмор, Гиллан, Гловер, Лорд)      | 5:04         |
| 2.                  | «The Unwritten Law» (Блэкмор, Гиллан, Гловер, Пейс) | 4:54         |
| 3.                  | «Call of the Wild» (Блэкмор, Гиллан, Гловер, Лорд)  | 4:48         |
| 4.                  | «Mad Dog»                                           | 4:36         |
| 5.                  | «Black & White» (Блэкмор, Гиллан, Гловер, Лорд)     | 4:39         |
| 6.                  | «Hard Lovin' Woman»                                 | 3:25         |
| 7.                  | «The Spanish Archer»                                | 5:32         |
| 8.                  | «Strangeways»                                       | 7:35         |
| 9.                  | «Mitzi Dupree»                                      | 5:05         |
| 10.                 | «Dead or Alive»                                     | 5:01         |
| Общая длительность: | Общая длительность:                                 | 50:39        |

## Участники записи
- Ричи Блэкмор, — гитара
- Иэн Гиллан — вокал, гармоника, конга
- Роджер Гловер — бас-гитара, синтезатор
- Джон Лорд — орган, клавишные
- Иэн Пейс — ударные

## Интересные факты
- Текст песни «Mitzi Dupree» основан на реальной встрече в самолёте Гиллана с девушкой, которая носила такое имя, и делала эротические представления с шариками для настольного тенниса[9].
- Название альбома — отсылка к строке песни «Speed King» («When she was rockin’ in the house of blue light»), которая в свою очередь содержит цитату из песни Литтл Ричарда Good Golly Miss Molly: «When I caught miss Molly rocking at the house of blue light».